# Dzieciństwo (opowiadanie)
Dzieciństwo (ros. Детство) – pierwsza część autobiograficznej trylogii Maksima Gorkiego, po raz pierwszy opublikowana w 1913 roku. Autor relacjonuje w niej wspomnienia ze swojej wczesnej młodości. Główną problematyką utworu jest patologia w rodzinie oraz ciężkie realia Carskiej Rosji XIX w.